# Lijst van Estische hoofdwegen

Estische hoofdwegen

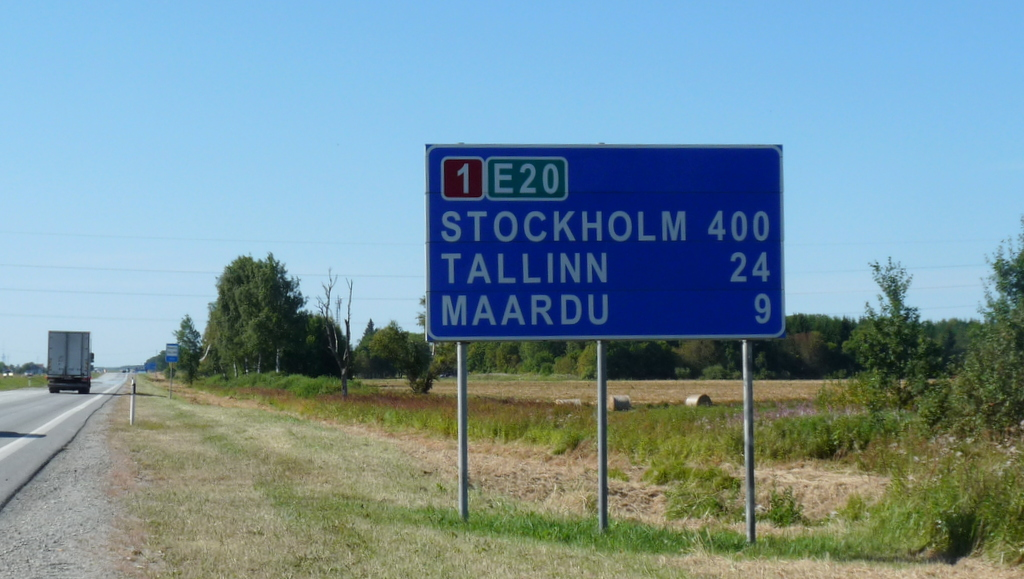

Dit is een lijst van Estische hoofdwegen. De hoofdwegen (põhimaanteed) vormen een netwerk van 1601 kilometer. Ze worden gekenmerkt door een rood schildje, maar in Estland wordt geen prefix (zoals de 'A' in A1) gebruikt. Er zijn geen officiële autosnelwegen in Estland, maar wel wegen die aan de voorwaarden voldoen om een autosnelweg te zijn.
Verder zijn er in Estland ook secundaire wegen (tugimaanteed) die een netwerk van 2391 kilometer vormen en tertiaire wegen (kõrvalmaanteed). 

## Lijst
| Nummer | Traject                                                                     | Route    | E-nummers |
| ------ | --------------------------------------------------------------------------- | -------- | --------- |
| 1      | Tallinn – Rakvere - Kohtla-Järve- Jõhvi - Narva – Rusland (Sint-Petersburg) | 212,3 km |           |
| 2      | Tallinn – Paide – Tartu - Võru - Rusland (Pskov)                            | 288,5 km |           |
| 3      | Jõhvi – Peipusmeer - Tartu – Valga - Letland (Riga)                         | 219,3 km |           |
| 4      | Tallinn – Pärnu – Letland (Riga)                                            | 192,7 km |           |
| 5      | Pärnu – Türi - Paide – Rakvere                                              | 184,3 km |           |
| 6      | Pärnu – Karksi - Tõrva - Valga - Letland (Riga)                             | 124,8 km |           |
| 7      | Letland (Riga) - Misso - Rusland (Pskov)                                    | 22,0 km  |           |
| 8      | Tallinn – Keila – Paldiski                                                  | 47,2 km  |           |
| 9      | Tallinn – Haapsalu – Rohuküla                                               | 80,9 km  |           |
| 10     | Risti – Virtsu ... Muhu - Kuressaare                                        | 143,7 km |           |
| 11     | Ringweg van Tallinn                                                         | 38,4 km  |           |
| 92     | Tartu – Viljandi – Kilingi-Nõmme                                            | 122,6 km |           |